# 짐 캐시
짐 캐시(Jim Cash, 1941년 1월 17일 ~ 2000년 5월 25일)는 탑 건, 나의 성공의 비밀과 같은 1980년대 영화 작품을 각본한 것으로 저명한 영화 작가이다. 그는 1970년에 미시간 주립 대학교에서 영어 학사 학위를 받았고 그 뒤 1972년에 텔레비전 및 라디오 분야에서 박사 학위를 받았으며 각본과 영호 역사를 가르치기도 했다.

## 영화 각본
- 2000년: 고인돌 가족 2(The Flintstones in Viva Rock Vegas)
- 1997년: 아나콘다 (Anaconda)
- 1990년: 딕 트레이시 (Dick Tracy)
- 1989년: 터너와 후치 (Turner & Hooch)
- 1987년: 나의 성공의 비밀 (The Secret of My Success)
- 1986년: 리갈 이글 (Legal Eagles)
- 1986년: 탑 건 (Top Gun)
- 1985년: Izzy and Moe (TV, 스토리만)
- 1978년: Dangerously